# Combattants étrangers dans les Forces démocratiques syriennes

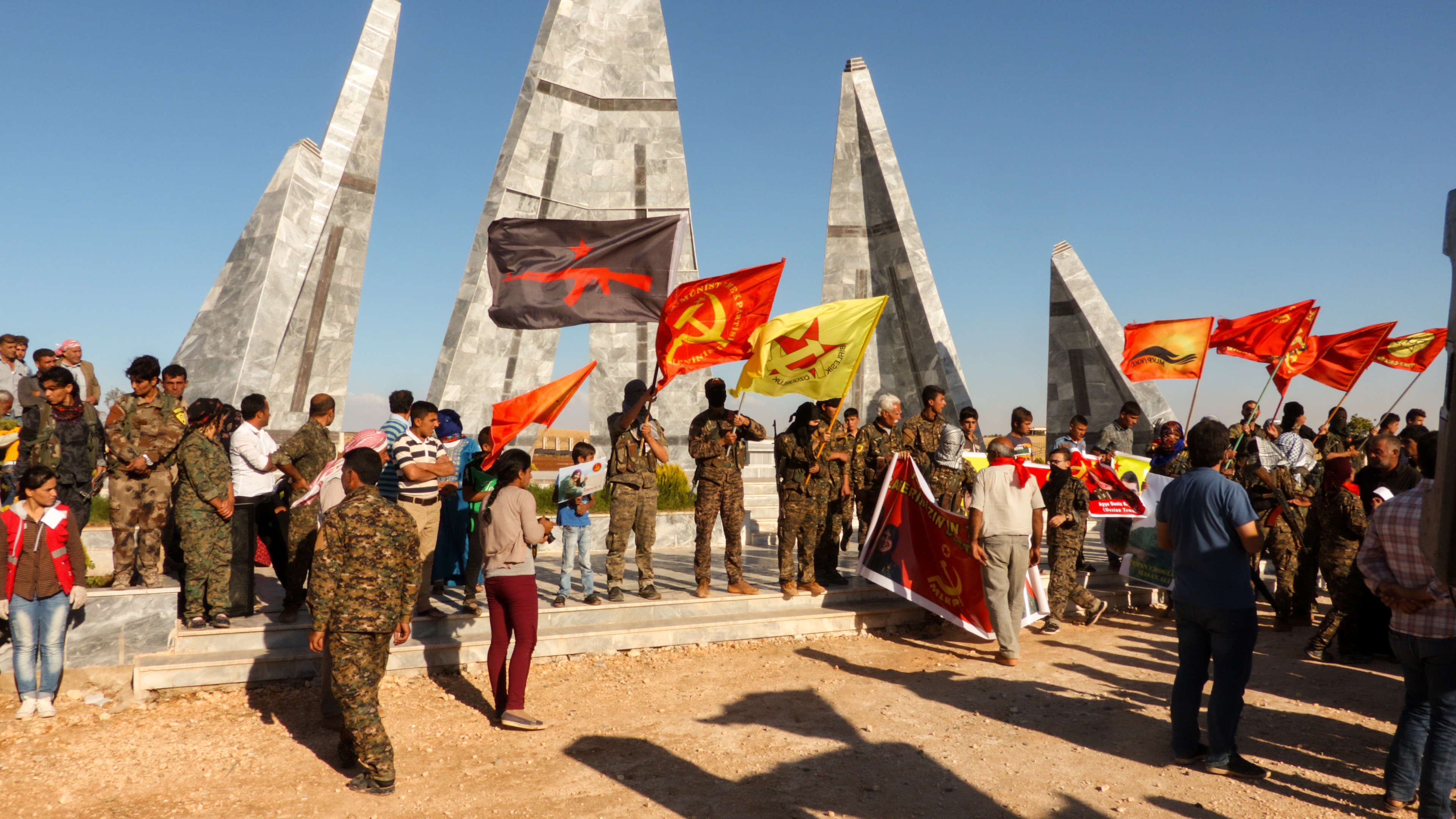
Des membres du Bataillon international de la liberté aux funérailles de Ayşe Deniz Karacagil, combattante du Parti communiste marxiste-léniniste (Turquie) au cimetière des martyrs, Kobanî, juillet 2017

Des centaines de combattants étrangers ont rejoint les Forces démocratiques syriennes (FDS) et ses diverses composantes et milices alliées impliquées dans le conflit du Rojava depuis 2012, lorsque le Parti communiste marxiste-léniniste (Turquie) (MLKP) a commencé à envoyer certains de ses membres pour aider le Unités de protection du peuple à majorité kurde (YPG) après le déclenchement de la guerre civile syrienne,. Les resortissants de Turquie (à l' exception des kurdes du nord, qui ne sont pas considérés comme des étrangers par les kurdes de l'ouest) sont la plus grande nationalité parmi eux, suivis par les américains et les anglais .
Ces combattants étrangers ont pris part aux différentes campagnes des FDS tout au long du conflit et des dizaines ont été tués. La plupart sont socialistes et se sont unis pour défendre le confédéralisme démocratique de l’ administration autonome du nord et de l’est de la Syrie de l’ État islamique d’Irak et du Levant et de la République de Turquie,, tandis que de nombreux volontaires non-socialistes sont motivés par un désir de combattre l'État islamique et d'autres groupes islamistes en raison des violations des droits de l'homme qu'ils commettent.
Le Bataillon international de la liberté (IFB) est le plus grand groupe de combattants étrangers des FDS, suivi du YPG International Tabur. Des volontaires européens ont parfois été poursuivis dans leur pays d'origine pour avoir rejoint le SDF, une politique qui résulterait de la pression diplomatique du gouvernement islamiste turc sur leur pays d'origine,,,,,. Certains ont été emprisonnés. Le premier volontaire étranger à attirer l'attention internationale a été Jordan Matson .